# شمس‌الدین برهانی

شیخ یوسف الدین معروف به شیخ شمس‌الدین برهانی (۱۲۰۵ شمسی در سیلوه پیرانشهر- ۱۲۸۶ بوکان) عارف کُردتبار ایرانی بود.

## زندگی
شیخ تحصیلات خود را در مسجد رستم بیگ در مهاباد در نزد ملاعبدالکریم به پایان برده و سپس برای تعلیم مبانی اهل طریقت به حضور شیخ عثمان معروف به سراج الدین اول نقشبندی در روستای تویله هورامان در کردستان عراق مشرف شده‌اند و پس از آن به روستای برهان مهاباد رفته و از آنجا نیز به روستای شرفکند از توابع بوکان نقل مکان کرده‌است. نقل از مریدان و منسوبین شیخ می‌توان به حاج سید محمد سعید نورانی کلیجی، ملاسراج الدین، سیدرشید خانقاه، مصابح الدیوان، سیف القضات، علی بیگ حیدری مکری و… اشاره کرد.شیخ دانشمندی نیک سیرت و عارفی ستوده سیرت بوده‌است، مردم را به اطاعت از خدا و انجام اوامر دینی دعوت کرده و از ریاکاری و تظاهر و ابراز کشف و کرامات و قبول کمک مالی مریدان برحذر داشته‌است. ایشان شخصاً در روستای خود به کشاورزی می‌پرداخت و از بهره محصولات کشاورزی سرمایهٔ جهت خانقاه فراهم آمد که از آن، روستایی بنام «شرفکند» خریداری شد و در محلی از حومه آنجا بنام «سولاوکان» خانقاهی بناشد که شیخ بعدها آبادی دیگری را بنام آتا بلاغی خریداری کردوآن را موقوفه خانقاه قرارداد.
برهانی در سال ۱۲۸۶ شمسی در نزدیکی روستای خانقاه بر روی تپه‌ای که امروزه به آرامگاهی زیارتی تبدیل شده‌است به خاک سپرده شد.
در پایان ذکر این مورد خالی از لطف نیست که خواننده گرامی کتاب سراج منیر را مطالعه کرده که نوشته یکی از مریدان ایشان است و وقایع جالبی را روایت می‌کند که دید هر انسان منصفی را به طریقت بازتر خواهد کرد این کتاب دربارهٔ کرامات حضرت شیخ عثمان سراج الدین ثانی است که در سال ۱۳۷۵ وفات یافت که در آن نویسنده که قبلاً مرید شیخ شمس الدین برهان بوده تعریف می‌کند که چگونه به تغییر مرشد خویش راضی شده و در حلقه مریدان شیخ عثمان در می‌آید.